# Anergates atratulus
Anergates atratulus је инсект из реда Hymenoptera.

## Угроженост
Ова врста се сматра рањивом у погледу угрожености врсте од изумирања.

## Распрострањење
Ареал врсте покрива средњи број држава. 
Врста има станиште у Немачкој, Шпанији, Италији, Грчкој, Уједињеном Краљевству, Швајцарској и Француској.